# Дойранская эпопея

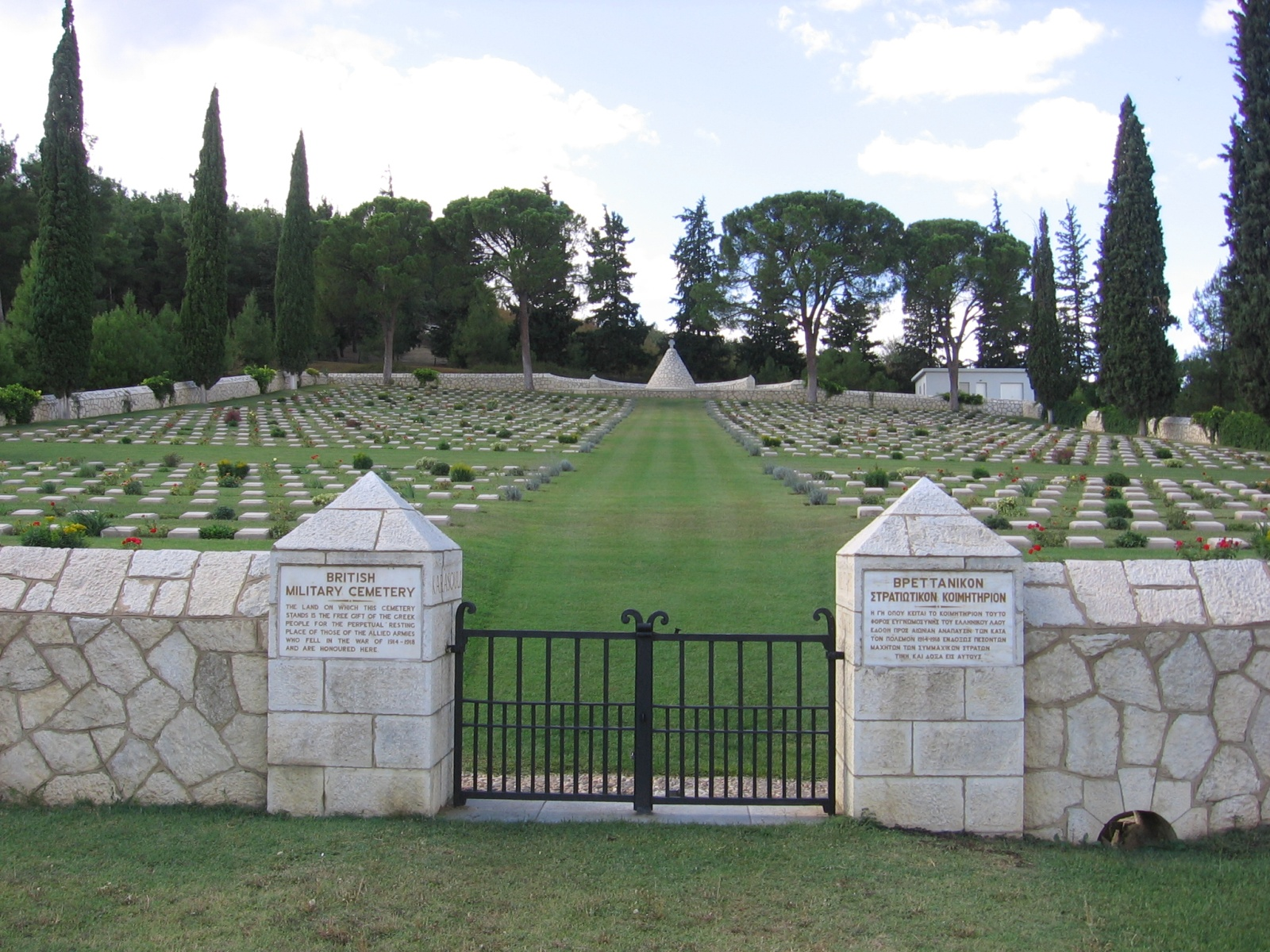
Британское военное кладбище в Дойрани на территории Греции

Дойранская эпопея — серия оборонительных сражений на Балканском фронте Первой Мировой войны между силами Антанты и болгарскими войсками под командованием генерала Владимира Вазова, у города Дойран. Город Дойран находился на территории нынешней Северной Македонии, на юго-западном берегу Дойранского озера, был разрушен в ходе боевых действий.

## Кампания 1916 года
В начале августа 1916 года три французских колониальных дивизии и одна английская общей численностью 45 000 человек при 400 орудиях предприняли наступление на части Второй пехотной фракийской дивизии (командир полковник Чарыкчиев), защищавших Дойранскую позицию. Наступление началось 9 августа артобстрелом позиций 27-го чепинского и 9-го пловдивского полка. Последовавшие затем четыре атаки — 10, 15, 16 и 18 августа были отбиты Второй дивизией, подкрепленной частями Девятой пехотной плевненской дивизии. Войска Антанты были вынуждены отступить, потеряв в ходе боев более 3200 человек, потери болгарских войск составили 1350 чел.

## Кампания 1917 года
Сражение у озера Дойран в апреле-мае 1917 года — второе в т. н. Дойранской эпопее.
Новые попытки разбить болгарскую оборону союзники предприняли 9 и 10 февраля 1917 года; союзники атаковали позиции 33 свиштовского и 34 троянского пехотных полков, но были отбиты контратакой троянского полка. После двухдневного сражения наступление противника было остановлено 21 февраля болгарской артиллерией.
После того как английское командование узнает о том, что болгарские позиции хорошо укреплены, принимается решение подавить оборону постоянными артиллерийскими обстрелами. Командование концентрирует против болгарских войск силы трех британских дивизий (22-й, 26-й и 60-й) — более 43 000 человек, 160 орудий, 110 огнеметов и 440 пулеметов. Главному удару подвергалась оборона в районе Калатепе.
Болгарское командование после получения разведданных о подготовке союзников к наступательной операции усилило 9 плевненскую дивизию, доведя общий состав до 30 000 человек при 147 орудиях, 35 минометах и 130 пулеметах.
Болгарская линия обороны была разделена на три сектора:
- от правого берега Вардара и до возвышенности Варовита — оборону держала первая бригада (6 рот, 48 орудий, 12 минометов, 56 пулеметов)
- центральный сектор: от возвышенности Варовита до возвышенности Караконджо, оборонялся 57-м полком (3 роты)
- от высоты Караконджо до озера Дойран позиции обороняла вторая бригада (6 рот, 76 орудий, 19 минометов и 52 пулемета).

## Кампания 1918 года
Наибольшую известность получили успешные действия войск генерала Вазова в битве при Дойране — боевых действиях 16, 17 и 18 сентября 1918 года, когда укреплённую позицию болгар, имевшую большое стратегическое значение, штурмовали 3 английские дивизии, 2 французские дивизии, одна греческая тяжёлая артиллерийская бригада и один греческий конный полк. Таким образом, перевес войск стран Антанты носил многократный характер, к тому же в Болгарии резко выросли антивоенные настроения. В этой крайне неблагоприятной ситуации болгарские войска смогли удержать позицию, несмотря на использование противником боевых отравляющих веществ. После ожесточённого боя войска Антанты отступили, потеряв свыше 10 тысяч человек. Успешная оборона Дойранской позиции позволила болгарской стороне избежать полной военной катастрофы, хотя условия перемирия и оказались для неё весьма тяжёлыми.